# Тетерювя
Те́терювя (эст. Teterüvä), ранее Те́терева (эст. Tetereva), в 1970—1997 годах — Те́терова (эст. Teterova) — деревня в волости Сетомаа уезда Вырумаа, Эстония. На местном наречии (сету) также Тетерёвя (эст. Teterövä). Исторически относится к нулку Коолина.
До административной реформы местных самоуправлений Эстонии 2017 года входила в состав волости Меремяэ (упразднена).

## География и описание
Расположена в 26 километрах к юго-востоку от уездного центра — города Выру — и в 28 километрах к югу от волостного центра — посёлка Вярска. Высота над уровнем моря — 176 метров.
Климат переходный от морского к континентальному. Официальный язык — эстонский. Почтовый индекс — 64307.

## Население
По данным переписи населения 2021 года, в Тетерювя насчитывалось 5 жителей.
По данным переписи населения 2011 года, в деревне проживали 3 человека, все — эстонцы (сету в перечне национальностей выделены не были).
Численность населения деревни Тетерювя по данным переписей населения СССР и Департамента статистики Эстонии:
| Год  | 1959 | 1970 | 1979 | 1989 | 2000 | 2011 | 2017 | 2018 | 2020 | 2021 |
| ---- | ---- | ---- | ---- | ---- | ---- | ---- | ---- | ---- | ---- | ---- |
| Чел. | 23   | ↘ 16 | ↗ 53 | ↘ 22 | ↘ 3  | → 3  | ↗ 4  | ↘ 0  | → 0  | ↗ 5  |

## История
В письменных источниках 1652 года упоминается деревня Татаринова, 1882 года — Тетерино, Варкулево, примерно 1920 года — Tetereva, 1923 года — хутор Тетерова (Teterova), 1939 года — Тетерево, 1943 года — Teterevo, 1986 года — Тетерова.

## Происхождение топонима
Название деревни происходит, вероятно, от слова тедер (эст. teder) — «тетерев». Однако, если соотнести с деревней запись 1652 года, то основой топонима может быть фамилия Татаринов, которая, в свою очередь, произошла от слова «татарин».

## Комментарии
1. ↑  Эстонские топонимы, оканчивающиеся на -а, не склоняются и не имеют женского рода (исключение — Нарва)[8].